# プレゼント◆5
『プレゼント◆5』（プレゼントファイブ）は、アイドルを題材とした若手俳優が出演する舞台シリーズ名および、同作品に登場するグループ名である。
ネルケプランニングのアイドルステージ第二弾として2013年4月にシアターサンモールにて上演された。以降シリーズとして同年8月にサイドストーリー、同年10～11月には前2作の再演を日替わりで上演。2014年4～5月に新作が上演された。ステージとライブの二部構成という演出が用いられている。
2015年10月15日『みんなで！ドルフェス2015』にて、それぞれ別々の道を歩んでいくことを発表。翌16日には公式ブログにて公表された。

## ストーリー
『プレゼント◆5』
最終審査まで勝ち残るとCDデビューが叶うというオーディション番組「ABCDocument」に何度も挑み惨敗し続けているV系バンド「血の雨と無恥」。20回目の落選に「V系バンドを捨てて、アイドルに路線変更する!!」と一大決心する。アイドルグループ「プレゼント◆5」結成までのストーリー。通称「スプリングライブ」。
『プレゼント◆5 side：三日月』
ロックバンド「フルムーン」からアイドルグループ「三日月」への転向の影には知られざる過去があった。「プレゼント◆5」のライバルユニット「三日月」の結成秘話。通称「サマーライブ」。
『プレゼント◆5 －満月にリボンをかけて－』
上記2公演の再演。日替わりで上演された。通称「オータムライブ」。
『プレゼント◆5 －恋するオトコは眠れない－』
互いをライバル視し、競い合ってきた二つのグループが、メンバーをひとり交換し、ライブを行うことが突如発表された。「プレゼント◆5」の視点から見たストーリー。通称「スプリングライブ」。
『プレゼント◆5 －オレはぜったい悪くない！－』
互いをライバル視し、競い合ってきた二つのグループが、メンバーをひとり交換し、ライブを行うことが突如発表された。「三日月」の視点から見たストーリー。通称「スプリングライブ」。

## 登場人物

### プレゼント◆5
大和 京介（やまと きょうすけ） / 夜魔都
演 - 佐藤流司
11月23日生まれ。B型。射手座。愛称はヤマト。
プレゼント◆5リーダーで赤担当。血の雨と無恥ではボーカルを担当していた。モテたいがために、V系からアイドルへと強引に周りを巻き込んで転身。
キャッチフレーズは「好きな言葉は努力と根性！とりえは元気とこの笑顔！元気印100％、リーダーのヤマトです！」。
渚野 陽平（なぎの ようへい） / YO☆HEY
演 - 才川コージ
8月8日生まれ。B型。獅子座。愛称はヨーヘイ。
プレゼント◆5の黄担当。血の雨と無恥ではギターを担当していた。日常会話をラップで話すが、韻は踏めていない。
キャッチフレーズは「YO！HEY！YO！HEYHEY！声を合わせて言ってみYO！オレの名前はYO！HEY！」。
茅嶋 暁（かやしま あきら） / 亞鬼羅
演 - 服部翼
10月31日生まれ。AB型。蠍座。愛称はアキラ。
プレゼント◆5の紫担当。血の雨と無恥ではベースを担当していた。ヤマトが大好きで、彼の言うことは絶対。
キャッチフレーズは「君の瞳は俺のもの。ヤマトのそばが、俺の場所。アキラです」。
風間 雪大（かざま ゆきひろ） / HERO
演 - 石井マーク
2月28日生まれ。A型。魚座。愛称はユッキー。
プレゼント◆5の青担当。血の雨と無恥ではドラムを担当していた。普段は声が小さいが、大切なことを言いたいときは突然男らしく話し出す。
キャッチフレーズは「君だけのHEROになりたい。ユッキーです」。
緑川 桜哉（みどりかわ さくや） / 裂耶
演 - 大平峻也
4月1日生まれ。O型。牡羊座。愛称はサクヤ。
プレゼント◆5の緑担当。血の雨と無恥ではプレゼンターという常に何かを撒き散らすだけのパートを担っていた。「なにそれなにそれ!」が口癖。
キャッチフレーズは「小さくたって、皆のことがだーいすき！プレゼント◆5のマスコット、サクヤです！」。

### 三日月
赤河 祐（あかがわ たすく） / TASK
演 - 松野高志
1月15日生まれ。山羊座。B型。
三日月の赤担当でリーダー。赤河コンツェルンの御曹司。フルムーンではドラムを担当していた。カフェオレが好き。
キャッチフレーズは「ごきげんよう。赤河祐です」。
青羽 要（あおば かなめ） / BLUE
演 - 畠山遼
7月14日生まれ。蟹座。O型。
三日月の青担当。青羽自動車の御曹司。フルムーンではベースを担当していた。サイダーが好き。
キャッチフレーズは「君の愛が欲しい。青羽要です」。
浅黄 順（あさぎ じゅん） / J.
演 - 小野一貴
9月10日生まれ。乙女座。AB型。
三日月の黄担当。浅黄飲料の御曹司。フルムーンではキーボードを担当していた。フラペチーノが好き。
キャッチフレーズは「みんな僕のこと大好きだよね！浅黄順です！」。

### プレゼント◆5関係者
四方津 睦季（しおつ むつき） / 夢々たん
演 - 加藤良輔
6月2日生まれ。A型。双子座。愛称はムツキ。
イメージカラーは桃。血の雨と無恥ではキーボードを担当していた。アイドル転向を機に、グループから脱退。裏方となってメンバーを支える。麦茶が好き。
キャッチフレーズは「つぶらな瞳と、この唇で、君のハートを酔わせます。皆の恋人、ムツキです。」
中島 信太郎（なかじま しんたろう）
演 - 日替わりゲスト
- 赤澤燈（4月24日公演）
- 永山たかし （4月25日公演）
- Kimeru（4月26日公演）
- 玉城裕規 （4月27日公演）
- 加藤真央（4月28日公演）

喫茶店「カフェオレンジ」のマスター。40歳を超えている。20年以上前に一世を風靡した伝説のアイドル。
（オータムライブ以降はキャストがKimeruに固定）
大和 やよい（やまと やよい）
演 - 塩田康平
ヤマトの姉。ヤマト達にアイドルになることを提言した人物。
穂積 シズク（ほづみ シズク）
演 - 鳶野恭平
新星★アイドルグループ「CHaCK-UP」のマネージャー。元アイドル。
睦季の依頼によりプレゼント◆5の活動のバックアップをすることになる。プレゼント◆5のメンバーからはアニキと呼ばれている。

### 三日月関係者
白金 尊（しろがね みこと） / MICKEY
演 - 塩田康平
5月25日生まれ。双子座。A型。
イメージカラーは白。フルムーンではリーダーとボーカルを担当していた。
赤河 総一郎（あかがわ そういちろう）
演 - 石井マーク
祐の祖父。赤河家当主であり赤河コンツェルンの会長。
片桐（かたぎり）
演 - 佐藤流司
祐に仕える執事。
西園寺 ユーリ（さいおんじ ユーリ）
演 - 服部翼
要の許嫁。西園寺家の令嬢。
青羽 カトリーヌ 麗子（あおば カトリーヌ れいこ）
演 - 才川コージ
要の母。数々の賞を総ナメにした元ハリウッド女優。
浅黄 健（あさぎ けん）
演 - 大平峻也
順の父。浅黄飲料株式会社社長。
芹川（せりかわ）
演 - Kimeru
フルムーンのマネージャー。現在は事務所に所属していない三日月の面倒を見ている。

### その他の登場人物
火星人★マル（かせいじん マル）
演 - 中尾暢樹
新星★アイドルグループ「CHaCK-UP」の赤担当。
金星人★ヴィー（きんせいじん ヴィー）
演 - 古川裕太
新星★アイドルグループ「CHaCK-UP」の黄担当。
水星人★ミミタ（すいせいじん ミミタ）
演 - 本田礼生
新星★アイドルグループ「CHaCK-UP」の青担当。
木星人★ジュジュ（もくせいじん ジュジュ）
演 - 影山達也
新星★アイドルグループ「CHaCK-UP」の緑担当。
土星人★ドット（どせいじん ドット）
演 - 崎山つばさ
新星★アイドルグループ「CHaCK-UP」の橙担当。
天王星人★レイ（てんのうせいじん レイ）
演 - 古谷大和
新星★アイドルグループ「CHaCK-UP」の白担当。

## 用語
リボン
プレゼント◆5のファンネーム（ファンたちの愛称）。
推しのメンバーカラーを頭に付けて呼ぶことが多い（ヤマト推しならば赤リボン）。
アムール
三日月のファンネーム。
推しのメンバーカラーを頭に付けて呼ぶことが多い（祐推しならば赤アムール）。
お友達
プレゼント◆5や三日月を応援している俳優たちのこと。
ドルフェス
2022年現在までに4回開催されている。第4回の銀河でドルフェス2017に関してはプレゼント◆5や三日月が出演していないため、説明を省略する。
勝手に！ドルフェス2013
2013年に行われたライブ。
僕らの！ドルフェス2014
『プレゼント◆５ －恋するオトコは眠れない－』と『プレゼント◆５ －オレはぜったい悪くない！－』の第2部で行われたライブのこと。2つのライブは一部セットリストが異なるが同一のものと見なされている。
2つの公演で販売されたパンフレットがこのライブのタイトルを冠している。
みんなで！ドルフェス2015
2015年に行われたライブ。
E.T.L
アーストライアルライブの略。芸能事務所アーストライアルエンターテイメントが主催するライブ。
プレゼント◆5や三日月はこの事務所に所属していないがライブに出演している。
vol.4のタイトルにあるように1から3まで現実では開催していないが、既に開催していたという設定。
vol.4 ～3までのことは聞かないで～
2014年6月に行われたライブ。
vol.4+ ～電波受信！電波受信！至急集合せよ！～
2014年7月に行われたライブ。
vol.5 ～秋といえば学園祭だけどやっぱり宇宙に連れてくね！～
2014年10月に行われたライブ。
vol.6 ～雪舞う夜空でハッピートリップ！～
『CHaCK-UP ～ねらわれた惑星～』の第2部のこと。
vol.7 ～雨天決行★シャトルでキミを迎えに行くよ！～
2015年5月から6月に行われたライブ。
プレゼント◆5や三日月のメンバーは出演していない。
extra ～Volume上げてRising★ハイ！スペーストリップに出発だ！～
2016年10月にDMM VR THEATERで行われた映像ライブ。
プレゼント◆5や三日月のメンバーは出演していない。
2017年7月と2019年10月に再上映された。
vol.8 ～ボクらのアジトでNATSU☆祭～
2017年8月に行われたライブ。
プレゼント◆5や三日月のメンバーは出演していない。
vol.9（サブタイトル不明）
アイドルステージ第4弾『アンプラネット―Back to the Past！―』の第2部のこと。
vol.214 ～ほしいのはキミのチョコだけ！～
2018年2月に行われたライブ。
アーストライアルエンターテイメント
CHaCK-UPの所属事務所。
シズクはこの事務所の社員である。

## メインスタッフ
- 主催 - ネルケプランニング
- 脚本 - 島貴之、亀田真二郎(東京パチプロデュース)
- 演出 - 亀田真二郎(東京パチプロデュース)
- ヴィジュアル系作詞 - 歌広場淳(ゴールデンボンバー)
- ヴィジュアル系作曲 - tatsuo
- 音楽 - 大石憲一郎
- 作詞 - うえのけいこ
- 振付 - 本山新之助、黒田育世

## 公演リスト

### 本公演
『プレゼント◆5』
2013年4月24日 - 28日 シアターサンモール
全8公演
『プレゼント◆5 side：三日月』
2013年8月7日 - 11日 青山円形劇場
全8公演
『プレゼント◆5 －満月にリボンをかけて－』
2013年10月30日 - 11月10日 CBGKシブゲキ!!
2013年11月16日・17日 テレピアホール
全18公演
『プレゼント◆5 －恋するオトコは眠れない－』
2014年4月16日 - 21日 紀伊國屋ホール
全8公演
『プレゼント◆5 －オレはぜったい悪くない！－』
2014年5月2日 - 6日 紀伊國屋サザンシアター
全8公演

### イベント・外部出演
- 「合唱ブラボー!～ブラボー大作戦～」（2013年6月6日～6月16日、CBGKシブゲキ!!） - 茅嶋暁、大和京介、浅黄順のみゲスト出演[7]
- 「*pnish*プロデュース『RADIO KILLED THE RADIO STAR』」（2013年6月26日～7月7日、俳優座劇場） - 渚野陽平、三日月のみ声のゲスト出演[8]
- 「プレゼント◆タイム～ファーストサンストリート・三日月もいるよ♪～」（2013年7月13日、サンストリート亀戸 マーケット広場）[9][10]
- 「桐朋祭2013 ステージ・クリエイト専攻学生主催企画『プレゼント◆5学園祭LIVE!』」（2013年9月15日、桐朋学園芸術短期大学） - プレゼント◆5のみ出演[11]
- 「勝手に!ドルフェス2013」（2013年10月6日、品川ステラボール）[12]
- 『プレゼント◆タイム ～僕たちのクリスマスパーティーへようこそ～』（2013年12月21日、22日、24日、博品館劇場） - 21日・22日公演にプレゼント◆5、24日公演に三日月が出演[13]
- 「加藤良輔10周年＆Birthdayイベント～10×30 AnniBirthday～」（2014年3月29日、星陵会館） - プレゼント◆5のみゲスト出演[14]
- 『E.T.L vol.4 ～3までのことは聞かないで～』（2014年6月2日・3日、Mt.RAINIER HALL SHIBUYA PLEASURE PLEASURE） - プレゼント◆5、赤河祐、青羽要が出演[15]
- 『E.T.L vol.4+ ～電波受信！電波受信！至急集合せよ！～』（2014年7月7日・8日、Mt.RAINIER HALL SHIBUYA PLEASURE PLEASURE） - 渚野陽平、茅嶋暁、風間雪大、緑川桜哉、赤河祐、青羽要が出演[16]
- 『CHaCK-UP』（2014年8月30日 - 9月7日、ラフォーレミュージアム原宿） - 西園寺ユーリが出演
- 『E.T.L vol.5 ～秋といえば学園祭だけどやっぱり宇宙に連れてくね！～ 』（2014年10月7日、AiiA Theater Tokyo） - 大和京介、茅嶋暁、風間雪大、緑川桜哉が出演[17]
- 『ネルフェス2014 in 武道館』（2014年11月7日、日本武道館）[18][19]
- 『CHaCK-UP ～ねらわれた惑星～』（2015年1月7日 - 1月18日、紀伊國屋サザンシアター） - 大和京介が出演。渚野陽平、風間雪大、緑川桜哉が日替わり出演[20]
- 「みんなで！ドルフェス2015」（2015年10月14日・10月15日、TSUTAYA O-EAST） - プレゼント◆5、三日月、中島信太郎が出演（茅嶋暁は15日のみ）[21]
- ミュージカライブ『アンプラネット―ボクの名は―』（2017年6月8日 - 6月18日、紀伊國屋ホール） - 赤河祐が日替わり出演[22]
- 『アンプラネット ―Back to the Past！―』（2018年1月5日 - 1月14日、品川プリンスホテル クラブeX） - 青羽要が出演[23]
- 『E.T.L vol.214 〜ほしいのはキミのチョコだけ！〜』（2018年2月14日 - 2月17日、品川プリンスホテル クラブeX） - 青羽要が出演
- 『プライムーン』（2021年1月27日 - 2月7日 /  2月24日 - 3月7日、Mixalive TOKYO Theater Mixa） - 茅嶋暁、青羽要が出演[24][25]
- プライム☆タイム ～ほしいのはティアラのチョコだけ～（2021年2月13日・14日、DMM.com本社24F イベントスペース） - 13日に茅嶋暁、14日に青羽要が出演[25]
- 「Music Fighter / まほろば」「アイドルステージ MUSIC COLLECTION vol.1」発売記念 プライムーン&GS382スペシャルライブ（2021年6月5日・6日、1000 CLUB） - 茅嶋暁、青羽要が出演[26]
- 『P.P.P 219 ～Prime Puckish Party～』（2021年9月4日・5日、バトゥール東京） - 茅嶋暁、青羽要が出演[27]
- 『GS382 ―暁の章―』（2021年12月9日 - 12月26日、Mixalive TOKYO Theater Mixa） - 茅嶋暁、青羽要が出演[28][29]
- 『P.P.P 222 ～Prime Poetical Party～』（2022年2月11日 - 14日、品川プリンスホテル クラブeX） - 茅嶋暁が出演（予定）[30]